# JAMA-IS
JAMA-IS（Japanese Automotive Manufacturers Association Iges Subset）は、IGES のファイル フォーマット サブセットである。JAMA-IS には、IGES フォーマットと同じ拡張子 .igs がつき、ファイル構造もまったく同じだが、エントリの数が IGES より少なくなっているのが特徴である。

## 仕様
IGESと比較して、以下の特徴がある
- 寸法は含まない。
- 自動車の製造向けに、最適な数に制限されたエンティティをサポートしている。
- サーフェス タイプのオプションはない。
- ベンダによって調整された設定はない。

上記のエンティティをサポートしていない場合に生じる不都合な点は、Alias で IGES ファイルの異なるエレメントをすべて反映できないということである。利点は、エレメントが制限されているため、転換時にエラーが発生しにくく、すべてが固有のモデルの交換用に最適化されることである。